# Arklow-M-Klasse (1987)
Die ehemalige Arklow-M-Klasse ist eine aus sechs Einheiten bestehende Küstenmotorschiffsklasse.

## Geschichte
Die Schiffe wurden Ende der 1980er-Jahre auf der Schiffswerft Hugo Peters in Wewelsfleth und der Hitzler-Werft in  Lauenburg für die irische Reederei Arklow Shipping gebaut. Die Schiffe waren die ersten der Reederei, die aufgrund einer relativ geringen Höhe über der Wasserlinie feste Brücken auf Flüssen und Kanälen unterqueren konnten.
Die Schiffe wurden zwischen 2000 und 2004 verkauft. Teilweise erfuhren sie später Umbauten.

## Beschreibung
Der Antrieb der Schiffe erfolgt durch einen Sechszylinder-Dieselmotor des Herstellers MaK (Typ: 6 M 332) mit 749 kW Leistung. Der Motor wirkt über ein Untersetzungsgetriebe auf einen Festpropeller. Die Schiffe sind mit einem Bugstrahlruder mit 180 kW Leistung ausgerüstet. Für die Stromerzeugung stehen zwei DAF-Dieselgeneratoren sowie ein Not- und Hafengenerator zur Verfügung.
Die Decksaufbauten befinden sich im hinteren Bereich der Schiffe. Das Brückenhaus ist vom flachen Deckshaus getrennt und hydraulisch höhenverstellbar. Die Masten sind klappbar. Die Schiffe sind so in der Lage, Brücken auf Flüssen und Kanälen zu unterqueren. Vor den Decksaufbauten befindet sich der boxförmige Laderaum. Der Laderaum ist 43,20 m lang, 9,00 m breit und 7,00 m hoch. Der Raum wird von sieben Lukendeckeln verschlossen. Die Lukendeckel lassen sich auf dem Lukensüll verfahren und an den Enden der Luke aufeinander stapeln. Hierfür werden sie mithilfe von hydraulischen Stempeln angehoben und jeweils ein weiterer Lukendeckel unter den angehobenen gefahren.
Die Schiffe sind mit zwei Schotten ausgestattet, mit denen der Laderaum unterteilt werden kann. Die Schotten können an sieben Positionen aufgestellt werden. Wenn die Schotten nicht benötigt werden, können sie am Ende des Laderaums abgestellt werden. Die Länge des Raums verringert sich dann auf 42,50 m. Die Kapazität des Laderaums beträgt 2.722 m³ für Schüttgüter und 2.677 m³ für Stückgüter. Die Tankdecke kann mit 11 t/m², die Lukendeckel mit 1,4 t/m² belastet werden. Decksladung kann im hinteren Bereich auf der Luke bis zu 4 m und im vorderen Bereich bis zu 2,5 m hoch gestaut werden. An Deck können auch 31 20-Fuß-Container geladen werden.

## Schiffe
| Arklow-M-Klasse | Arklow-M-Klasse    | Arklow-M-Klasse | Arklow-M-Klasse                                      | Arklow-M-Klasse                                           |
| Bauname         | Bauwerft Baunummer | IMO-Nummer      | Kiellegung Stapellauf Ablieferung                    | Umbenennungen und Verbleib                                |
| --------------- | ------------------ | --------------- | ---------------------------------------------------- | --------------------------------------------------------- |
| Arklow Manor    | Peters 634         | 8713809         | 5. November 1987 21. November 1987 18. Dezember 1987 | 2000: Copernicus, 2020 Abbruch in Grenaa                  |
| Arklow Mansion  | Peters 635         | 8713811         | 2. Dezember 1987 20. Februar 1988; März 1988         | abgeliefert als Arklow Bay, 2004: Frakt, 2016: Norfrakt   |
| Arklow Marsh    | Peters 636         | 8713823         | 1. Februar 1988 23. April 1988 26. März 1988         | 2004: Fehn Trader, 2006: Torill, 2011: Vagsund            |
| Arklow Mill     | Peters 637         | 8800157         | 21. April 1988 6. August 1988 13. September 1988     | 2004: Falknes, 2009: Jago, 2017: Havbris                  |
| Arklow Meadow   | Hitzler 794        | 8912481         | 21. Juli 1989 17. Februar 1990 20. März 1990         | 2000: Frakto, 2014: Corinne, 2019: Jolie, 2022: COE Mieke |
| Arklow Moor     | Hitzler 795        | 8912493         | 4. September 1989 30. Juni 1990 31. Juli 1990        | 2004: Fehn Broker, 2006: Fjordbulk, 2008: Bal Bulk        |

Die ehemalige Arklow Manor wurde 2001 in Polen zum Chemikalientanker umgebaut. Dabei wurden im Laderaum des Schiffes sechs Tanks eingebaut, die jeweils 200 m³ Chemikalien fassen (bei Befüllung der Tanks zu 98 %).
Die ehemalige Arklow Mill wurde 2004 zu einem Selbstlöscher umgebaut. Das Schiff wurde dazu mit einer Plattform ausgerüstet, auf der ein Bagger befestigt ist. Die Plattform kann auf einer Vorrichtung am Lukensüll über die gesamte Länge der Luke verfahren werden. Die ehemalige Arklow Moor wurde 2006 zu einem Selbstlöscher umgebaut und mit einem Bagger ausgerüstet.
Die 2004 verkaufte Arklow Marsh wurde zunächst noch einige Jahre als Massengutfrachter eingesetzt. Von Herbst 2010 bis Juni 2011 wurde sie in Polen zu einem Spezialschiff für die Versorgung von Offshore-Fischfarmen umgebaut. Das Schiff bekam neue Laderäume und Decksaufbauten und mehrere Krane auf beiden Seiten. Während die Hauptmaschine erhalten blieb, wurden vier neue Dieselgeneratoren eingebaut und das Schiff mit zwei neuen Querstrahlsteueranlagen zur dynamischen Positionierung des Schiffes ausgerüstet.